# Bosserstraat
Bosserstraat is een buurtschap behorende tot de Limburgse gemeente Nederweert.
De buurtschap is gelegen aan een gelijknamige straat ten noorden van het dorp Nederweert, nabij de Zuid-Willemsvaart.
Deze straat sluit aan op de N266, de provinciale weg die Nederweert met de rijksweg A67 verbindt.
Dorpen: Budschop · Leveroy · Nederweert · Nederweert-Eind · Ospel · Ospeldijk

Buurtschappen en gehuchten: Boeket · Bosserstraat · De Nieuwe Hoeven · Horick · Horickheide · Hulsen · Klaarstraat · Kreijel · Mildert · Nieuw- en Winnerstraat · Roeven · Schoor · Strateris · Waatskamp

Limburg: Steden en dorpen      Nederland: Provincies · Gemeenten